# Iglesia abacial de Santa Fe
La iglesia abacial de Santa Fe de Conques (en francés: Abbatiale Sainte-Foy de Conques) es una iglesia situada en la comuna francesa de Conques, en el departamento del Aveyron.
Está considerada como una pieza maestra de la arquitectura románica del sur de Francia, siendo especialmente célebre por su tímpano y por su Tesoro, que incluye obras de arte únicas datadas en el período carolingio. El interior se presenta decorado con vitrales de Pierre Soulages. Esta abadía fue fundada por el abad Dadon bajo la protección de Carlomagno.
Fue una parada popular para los peregrinos que hacían el Camino de Santiago hasta Santiago de Compostela (España). La iglesia abacial de Santa Fe forma parte de los Caminos de Santiago en Francia, declarados Patrimonio de la Humanidad por la Unesco en 1998 con el código 868-1038.
La articulación exterior, austera y rica, se caracteriza por el doble escalonamiento en horizontal y en vertical, de las capillas alrededor del deambulatorio del coro y del ábside hacia la torre del crucero en una superposición de volúmenes típica del arte románico

## Historia

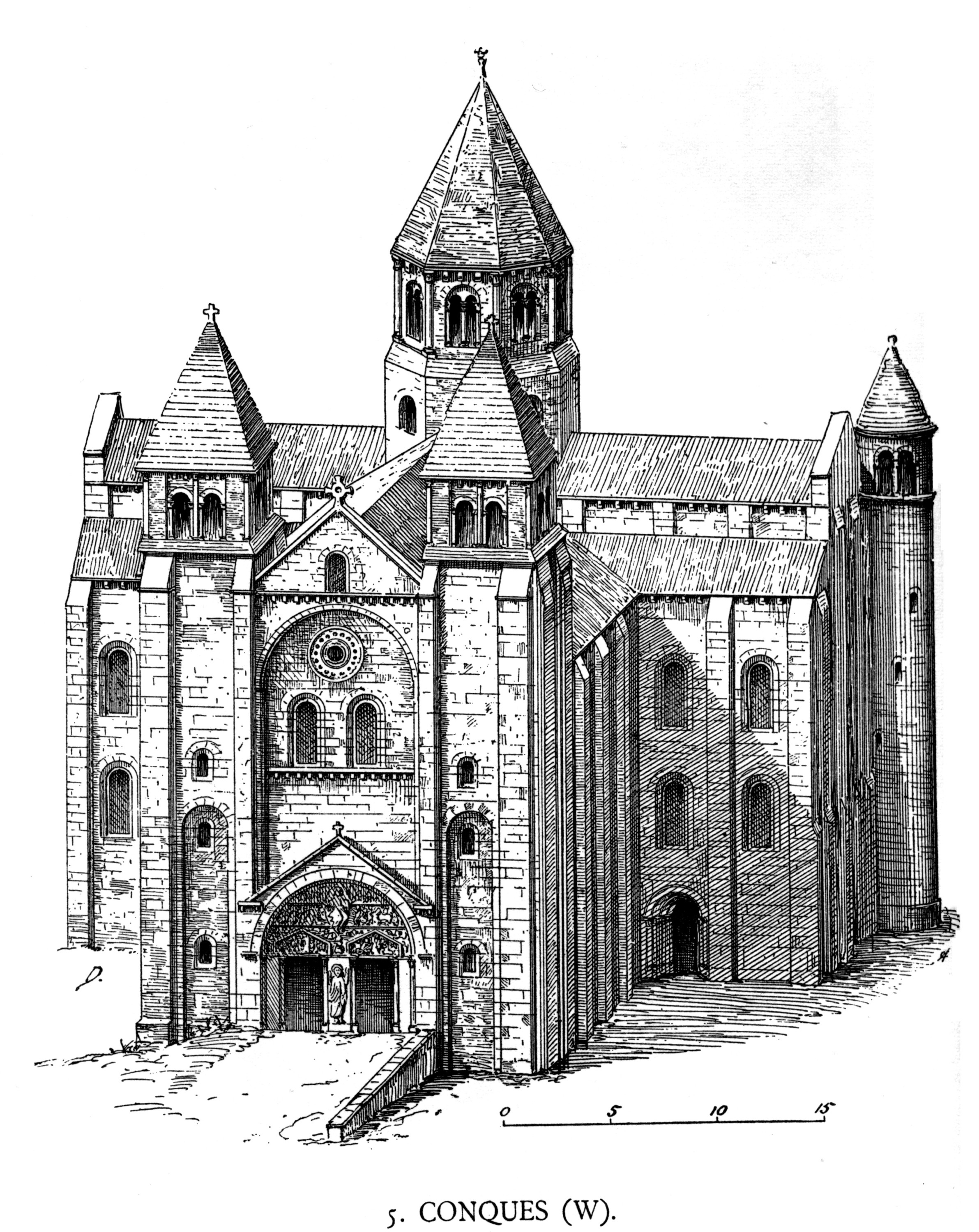
La iglesia abacial de Sainte Foy, vista desde el oeste en un dibujo de 1887-1901.

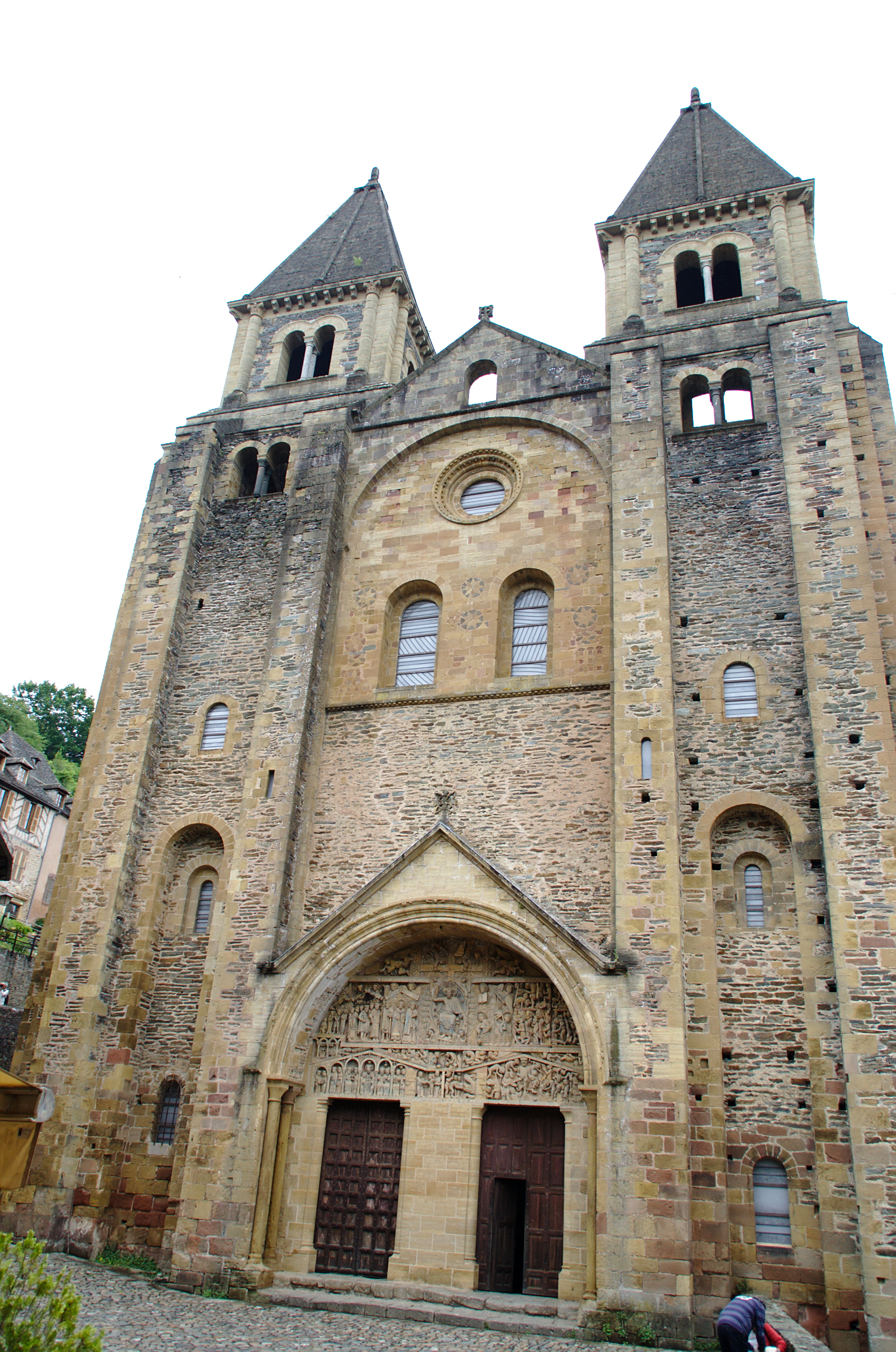
Fachada occidental

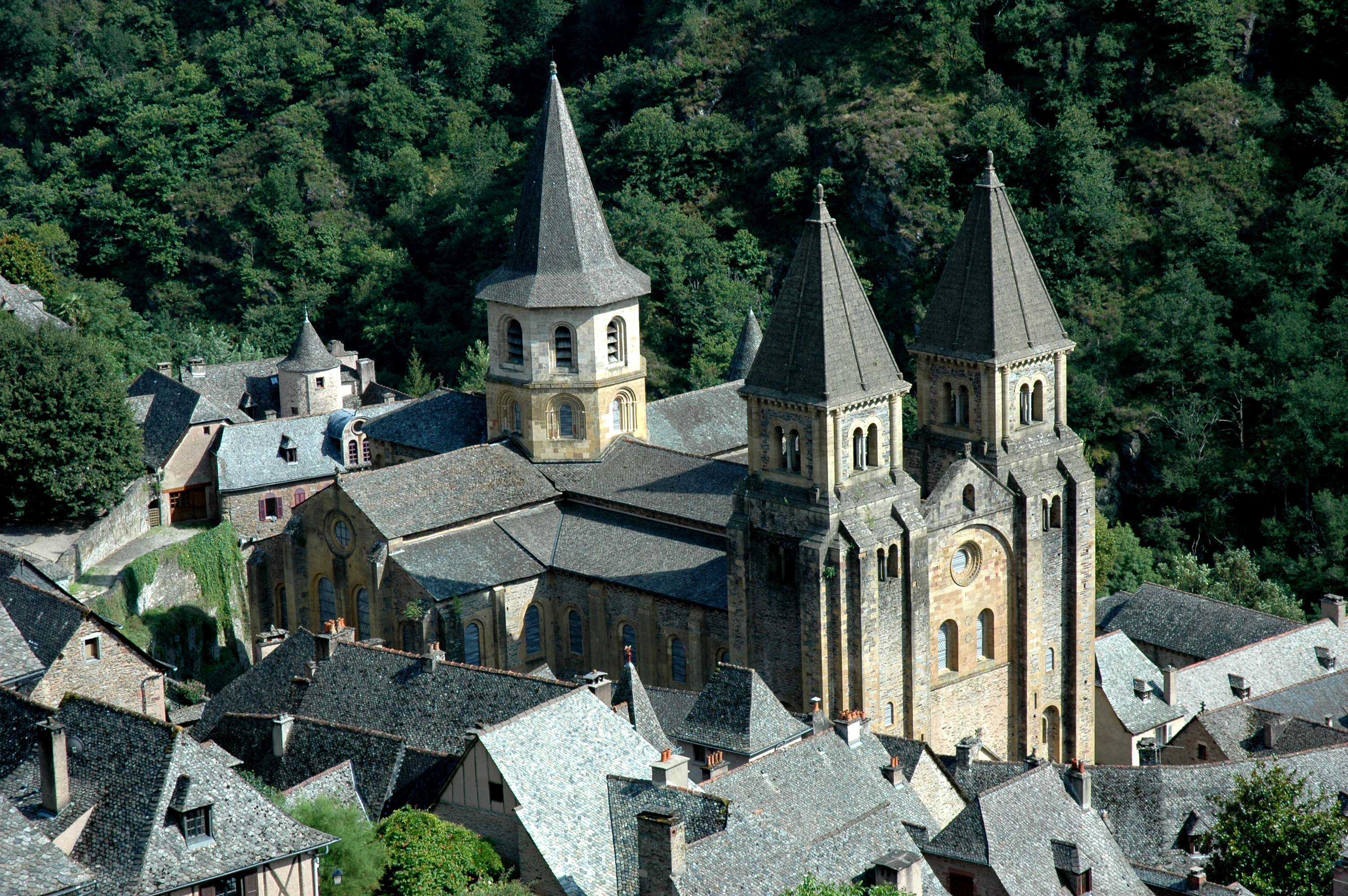
Vista lejana de la abacial de Santa Fe

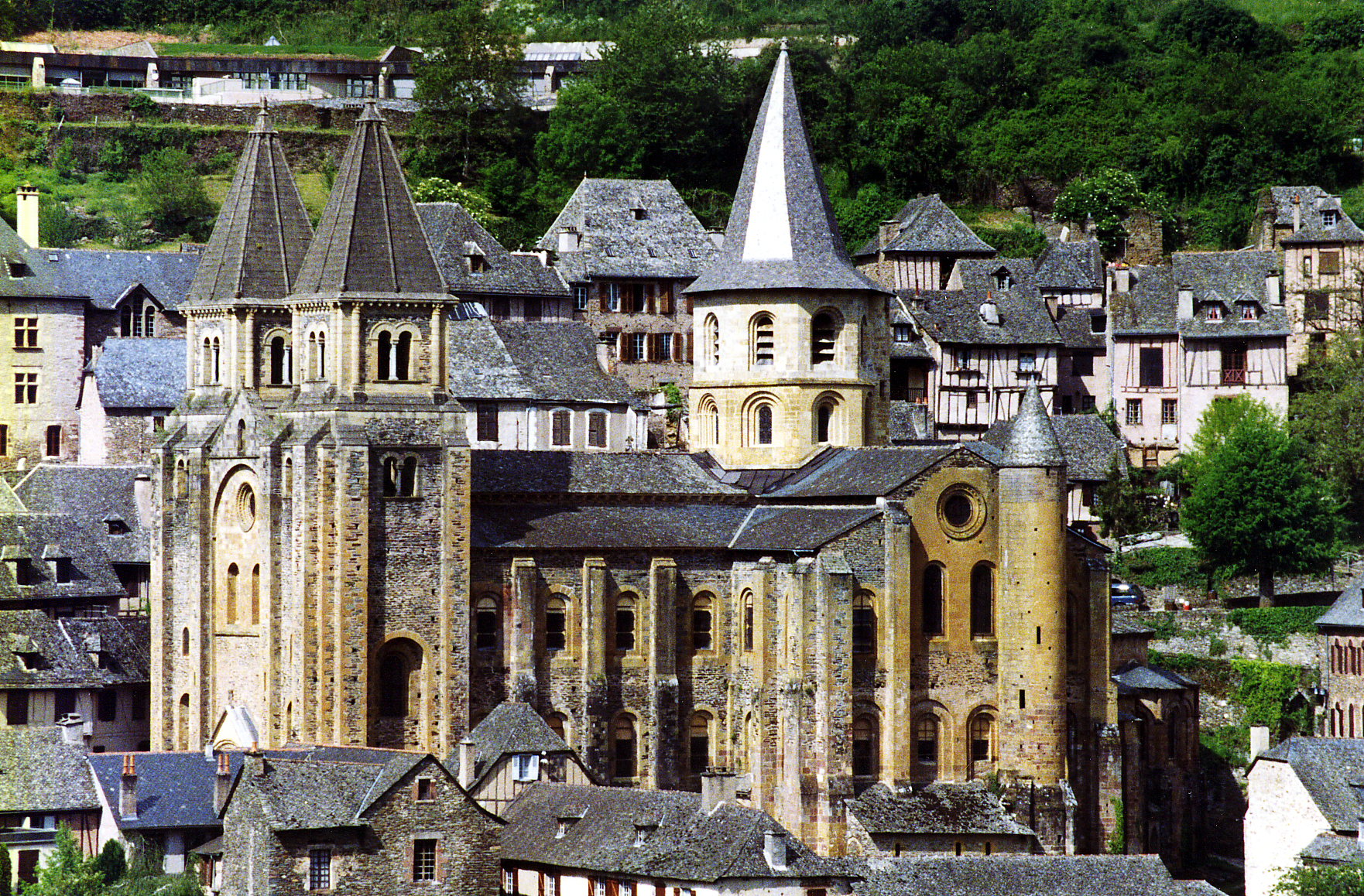
Vista lateral de la abacial de Santa Fe.

Fue fundado en 819 por el eremita Dado, que estableció una comunidad de monjes creando el monasterio de Conques (después Santa Fe de Conques), origen de la abadía. La principal villa del entorno era Montignac. El mismo año que se fundó se descubrieron los supuestos restos de Santiago en Compostela, Galicia, y la ruta de peregrinaje tuvo a Conques como una de las paradas secundarias; como lugar del turismo de la época los monjes intentaron mejorar trayendo algunas reliquias para así atraer más peregrinos. En 866 un monje fue al monasterio de Agen y años después trajo las reliquias de Santa Fe (Foy), virgen martirizada en 303 bajo Diocleciano y famosa por curar ciegos y liberar cautivos.
La principal atracción para los peregrinos medievales en Conques eran los restos de Santa Fe (Foy), una joven martirizada en el siglo IV. Las reliquias de Santa Fe llegaron a Conques por robo en 866. Después de intentos infructuosos de adquirir las reliquias de san Vicente de Zaragoza y luego las reliquias de San Vicente Pompejac en Agen, las autoridades abaciales se fijaron en las reliquias de Santa Fe en la antigua iglesia de Santa Fe en Sélestat. La abadía de Conques abrió un priorato cerca del santuario en Sélestat. Un monje de Conques se hizo pasar por un monje leal en Agen durante casi una década para poder acercarse lo suficiente a las reliquias para robarlas.
El relicario de Santa Fe atrajo muchos peregrinos desviando a los peregrinos que antes iban a Agen y el monasterio prosperó; los peregrinos dejaban comida y joyas y los mejores herreros competían para crear ornamentos. En el siglo XI se hizo necesario construir una iglesia más grande para acomodar al gran número de peregrinos y bajo la dirección del abad Odolrico (1031-1065) se empezó a construir la iglesia de la Santa Fe de Conques. Su cabecera fue finalizada antes del fallecimiento de éste en 1065. Posteriormente, los trabajos languidecieron un tanto y la nave no fue concluida sino a principios del siglo XII, siendo considerada la obra maestra del románico occitano. Por otro lado, es posible que el monumento fuese modificado cuando ya se hallaban en curso los trabajos de construcción. Por su arquitectura, la iglesia abacial se relaciona con una serie de cinco edificios, a saber: la basílica de Saint-Martin de Tours, Saint-Martial de Limoges, Saint-Sernin de Toulouse y la catedral de Santiago de Compostela, todas ellas ubicadas en la vía de peregrinaje que supone el Camino de Santiago y presentando un conjunto de características comunes: planta con deambulatorio y capillas radiales, y transepto provisto de naves laterales para facilitar la circulación de los peregrinos. Estos rasgos comunes se extienden igualmente a la elevación y al sistema de contrafuertes. Sainte-Foy ha sido una de las principales fuentes de inspiración para las iglesias románicas de Auvernia.
La decadencia empezó al inicio del siglo XII; el prestigio de la orden del Cister establecida en Roergue hizo decaer a los monasterios benedictinos. La peste Negra en 1348 y la guerra de los Cien Años le asestaron el golpe definitivo, pero el tesoro de la abadía se conservó intacto. En 1514 François de Estaing, obispo de Rodés, acudió al monasterio para restablecer la disciplina pero los monjes no lo quisieron recibir, y finalmente en 1537 la comunidad fue disuelta por el papa y se creó una colegiata regular. Durante las guerras de religión, los hugonotes ocuparon Conques y en 1571 la iglesia fue saqueada, aunque el tímpano y el tesoro escaparon a la destrucción. La iglesia, no obstante, se hundió en parte al caer los grandes pilares afectados por el fuego. Los daños fueron reparados en parte.
Debido a su fragilidad y, especialmente, a la avaricia que las riquezas no dejaron nunca de inspirar, son raros los relicarios y objetos sagrados labrados en oro o plata que han logrado sobrevivir al transcurso del tiempo sin sufrir daños. Es pues un raro privilegio el de Conques, que ha sabido proteger no sólo su iglesia abacial románica, sino también su Tesoro milenario. No obstante, durante la Revolución francesa, el peligro se hizo bien presente para las riquezas del Tesoro de la abadía de Conques. El 15 de febrero de 1792 un decreto del representante de la Convención en el departamento del Aveyron anunciaba: «Todos los bienes en oro, plata, cobre o bronce, que puedan ser convertidos en moneda, y que se encuentren en las iglesias, serán enviados de inmediato a la Casa de la Moneda de Toulouse».
En Conques, en 1794, tuvo lugar un auténtico complot, urdido por André Bénazech, un sacerdote refractario (es decir, opuesto a la Constitución civil del clero), y antiguo canónigo, con la colaboración de algunos ayudantes. Aprovechando una tormenta, se dirigieron en la oscuridad de la noche a la abadía, provistos de cestos, se apoderaron de los relicarios y los repartieron entre ellos, dirigiéndose posteriormente cada uno a su casa para ocultarlos. A la llegada de los comisarios y gendarmes procedentes de Aubin, la cabecera de distrito, se cargó el latrocinio a la cuanta de unos hipotéticos caldereros ambulantes. A pesar de la investigación llevada a cabo, no hubo ningún resultado. Este robo provocó sonrisas entre los habitantes de Conques, que pusieron en circulación el rumor de que se trataba de una argucia urdida por la propia Santa Fe.
Acabados los tiempos turbulentos de la Revolución, el Tesoro salió de sus escondrijos (chimeneas, secaderos, jardines...) para volver a ocupar su lugar en el coro de la iglesia de la abadía de Sainte-Foy. El hecho de que todo el Tesoro fuese devuelto constituye un hecho a destacar, y pone de manifiesto la honradez de todos quienes intervinieron en el asunto; pero esta honradez estaba seguramente causada por la devoción popular hacia las reliquias de la santa, especialmente sentida entre los habitantes de Conques. Considerando que este respeto era «desgraciadamente muy raro en Francia», Prosper Mérimée tuvo en consecuencia «un gran placer en hacerlo constar.»

## Arquitectura

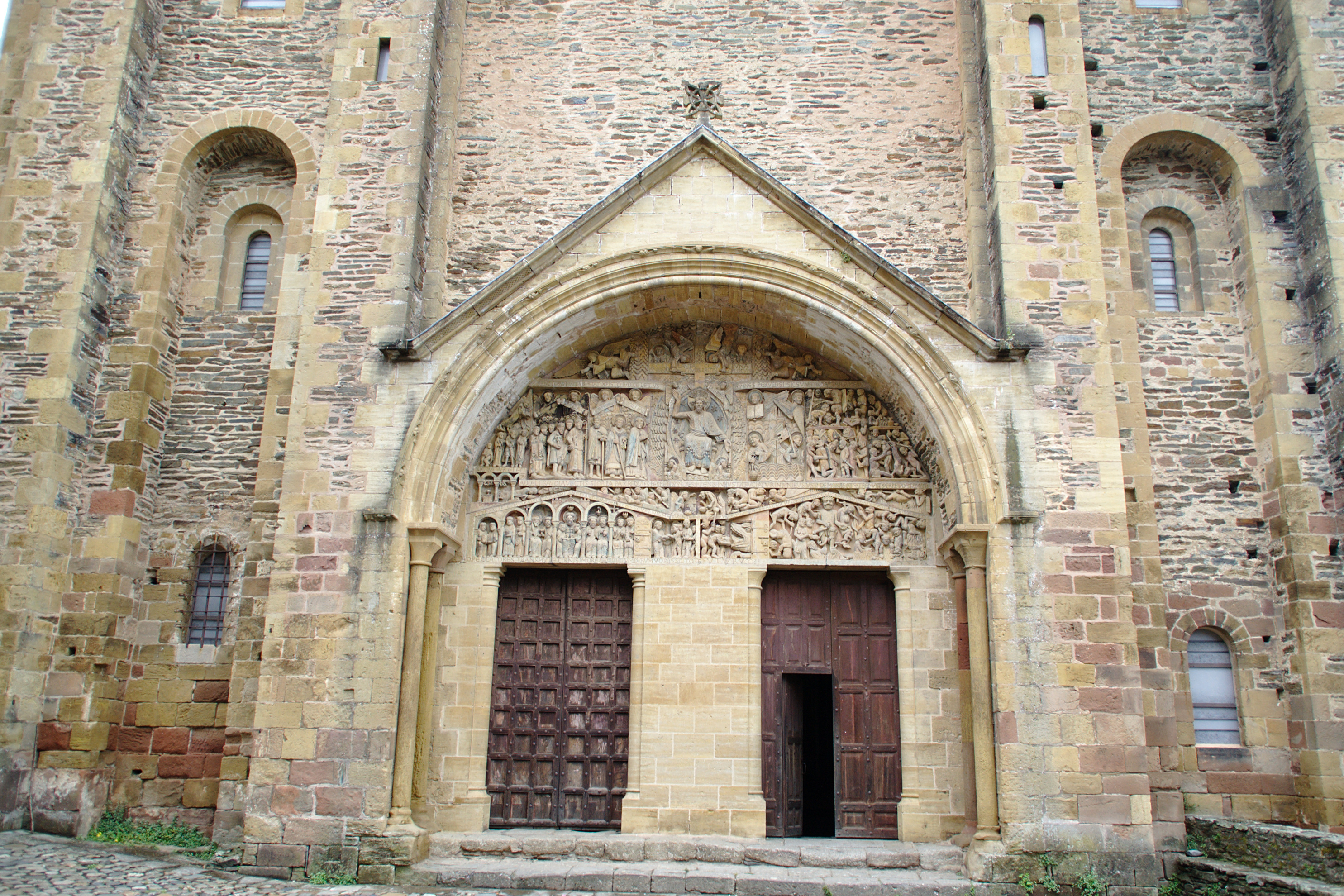
Portada occidental de la iglesia

El edificio original del monasterio que se construyó en Conques fue un oratorio del siglo VIII erigido por monjes que huían de los sarracenos en España. La capilla original fue destruida en el siglo XI para facilitar la creación de una iglesia mucho más grande pues la llegada de las reliquias de Santa Fe hizo que la ruta de peregrinación se desviara de Agen a Conques. La segunda fase de la construcción, que estaba terminada para finales del siglo XI, incluyendo la erección de cinco capillas radiales, el deambulatorio con un tejado más bajo, el coro sin la galería y la nave sin las galerías. La tercera fase de construcción, que fue terminada a principios del siglo XII, fue inspirado por las iglesias de Saint-Sernin de Toulouse y Santiago de Compostela. Como la mayor parte de las iglesias de peregrinación, Conques tiene planta basilical que ha sido modificada para adoptar una planta cruciforme. Se le añadieron galerías sobre la nave y el tejado fue elevada sobre el transepto y coro para permitir a la gente circular en el nivel de la galería. La nave del oeste también fue añadida para permitir un deambular incrementado de peregrinos. La longitud exterior de la iglesia es de 59 metros. La longitud interior es 56 metros, y la anchura de cada transepto es de 4 metros. La altura de la torre sobre el crucero es de 26,40 metros de alto.

### El interior

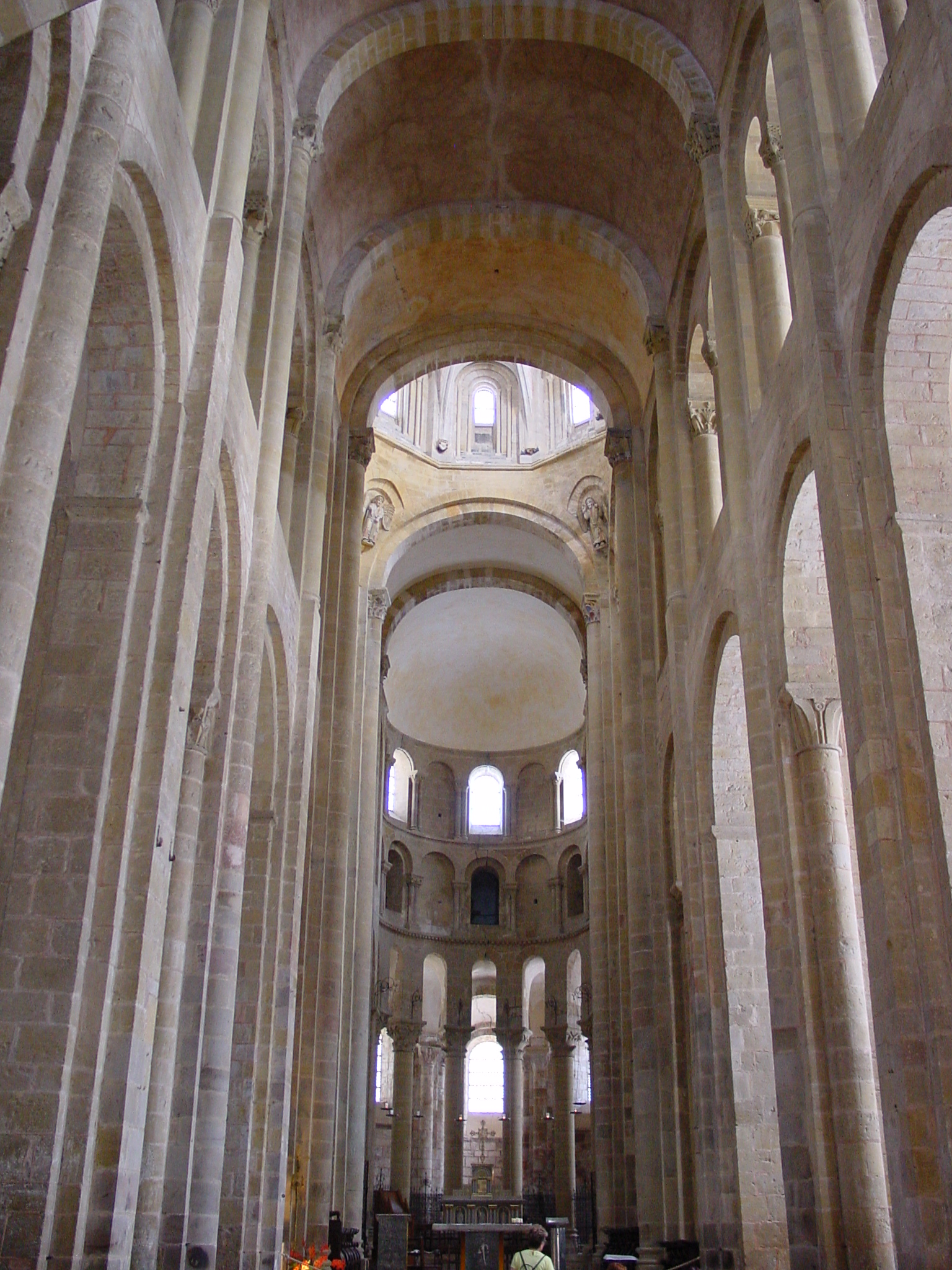
La nave

El interior de la iglesia abacial es de una enorme simplicidad. Los arcos de la nave principal son arcos de medio punto simples. Estos arcos se duplican en los de la galería, que tienen la mitad de la altura de los arcos principales con pilares de apoyo centrales. Versiones más estrechas de estos arcos se pueden encontrar también en el ábside. El pasillo alrededor del ábside está separada del santuario por pilares y por las capillas que se abren a partir del transepto. Hay tres capillas radiales que salen del ábside y dos capillas que salen del transepto. Las naves laterales tienen tejado de bóveda de cañón que estaba originalmente cubierta de estuco. La nave en Conques tiene techo con una bóveda de cañón muy alta (22 metros de altura) y con 60 cm de grosor. La nave está dividida en compartimento por pilares que se alzan a través de a galería y sobre la bóveda de cañón. Los pilares de las naves son gruesos bloques de piedra colocados horizontalmente y cubiertas bien con cuatro semicolumnas o cuatro pilastras. El interior de la iglesia tiene 20,70 metros de alto con el sentido de verticalidad intensificado por la pauta repetitiva de semicolumnas y pilastras que se van acercando al altar mayor.
La cúpula del crucero es un delicado octágono encuadrado. Las costillas se irradian desde el centro. Las figuras en las trompas son ángeles con expresiones realistas y ojos animados.
Hay 212 columnas en Conques con capiteles decorados. Constituyen un magnífico ejemplo del arte románico. Están decorados con una variedad de motivos incluyendo hojas de palma, símbolos, monstruos bíblicos y escenas de la vida de Santa Fe. En el quinto capitel del lado septentrional de la nave hay dos intrincados y expresivos pájaros. En el capitel correspondiente del lado meridional de la nave hay figuras humanas planas y sin vida. Las figuras parece que tienen cierto arqueamiento o joroba, como si estuvieran reaccionando al peso de los arcos sobre ellos. El más antiguo de dichos capiteles parece ser el que nos presenta a San Pedro crucificado cabeza abajo. Igualmente, se hallan presentes capiteles entrelazados (almocárabes). Son de destacar también los temas iconográficos relativos a combates entre caballeros y a hombres armados, tal vez relacionados con las Cruzadas. Funcionaban como libros de imágenes didácticas tanto para monjes como para peregrinos. Aún se ven algunas trazas de color en una serie de columnas.
La luz se filtra en Conques a través de grandes ventanas bajo las bóvedas de arista de las naves laterales y a través de las ventanas bajas por debajo de las galerías. Las ventanas en el triforio y la luz en la girola y las capillas radiales se centran directamente en el altar mayor. La nave recibe luz directa del crucero. Los vitrales de la iglesia abacial, obra de Pierre Soulages, otorgan un aspecto contemporáneo a la atmósfera sobria y recogida del edificio.
El coro está rodeado por un deambulatorio que permite a los fieles desfilar por alrededor de las reliquias de la santa. El deambulatorio está provisto de unas espléndidas rejas metálicas fechadas en el siglo XII. La reja metálica fue creada a partir de grilletes donados por antiguos prisioneros que atribuyeron su libertad a Santa Fe. Las cadenas también tienen una serie de significados simbólicos incluyendo recordar a los peregrinos la habilidad de Santa Fe para liberar a prisioneros y la de los monjes de liberar a los penitentes de la cadena del pecado. Las historias asociadas con la habilidad de Santa Fe de liberar a creyentes sigue una pauta específica. A menudo un peregrino fiel es capturado y encadenado por el cuello, rezan a Santa Fe y son milagrosamente liberados. A veces, al captor se lo tortura y luego se lo echa. Los peregrinos liberados viajarían entonces a Conques de manera inmediata y dedicarían sus antiguas cadenas a Santa Fe contando su historia a todos los que escuchasen. Conforme se divulgaban estas historias, se incrementaba el tráfico de peregrinos.
La sacristía está decorada con frescos del siglo XV que muestran escenas del martirio de la santa. Al fondo del transepto izquierdo podemos admirar un altorrelieve que representa la Anunciación, esculpido por el mismo artista que ejecutó el tímpano.

### Tímpano de Santa Fe de Conques

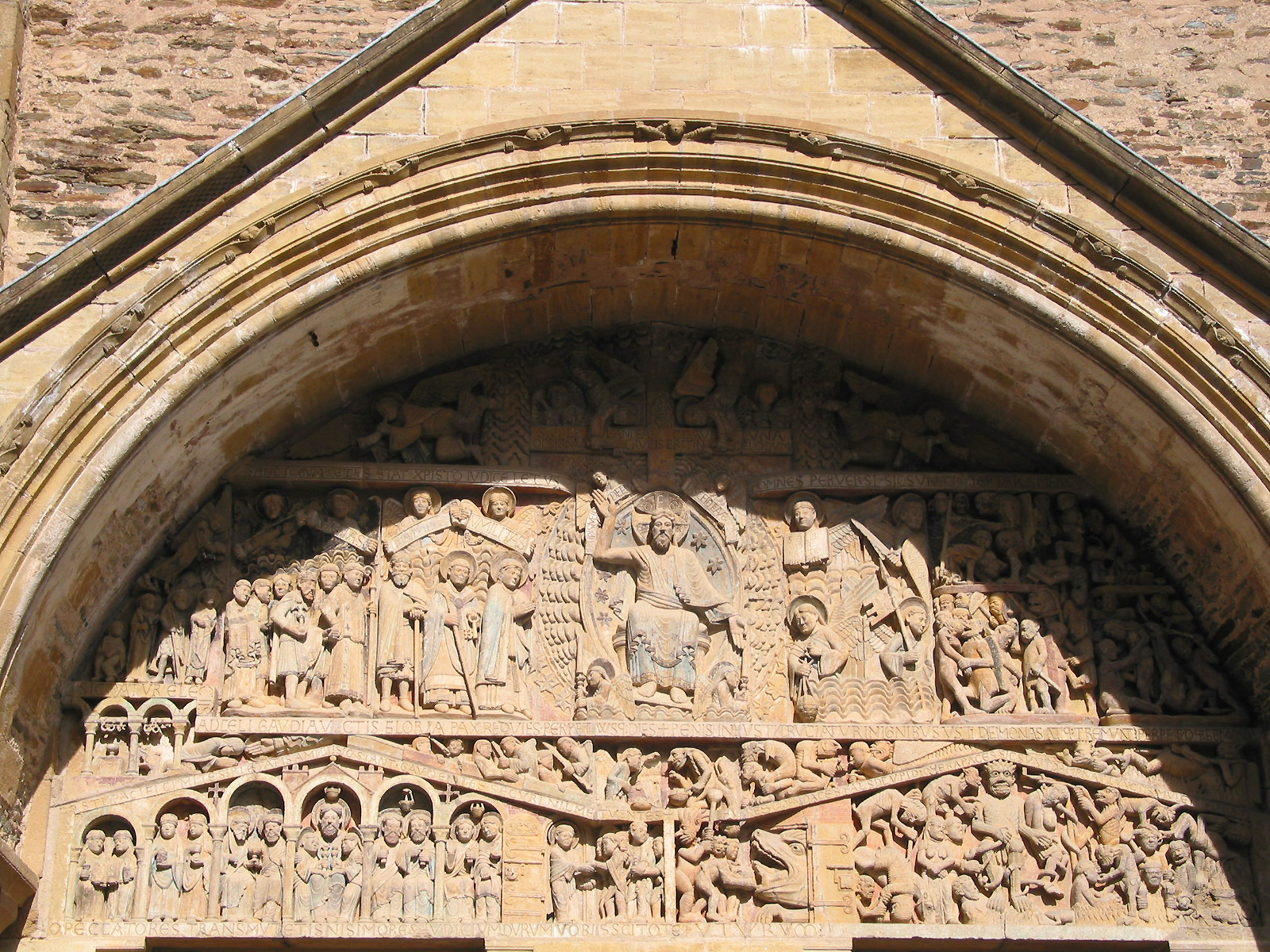
El tímpano de la iglesia abacial de Sainte-Foy de Conques

Hay escasa decoración en el exterior de Conques salvo los necesarios contrafuertes y cornisas. La excepción es el Juicio Final en el tímpano, acogido bajo una profunda arquivolta en bóveda de cañón con arco de medio punto en la puerta de entrada occidental. Es una de las obras fundamentales de la escultura románica en Francia por sus cualidades artísticas, su originalidad y por las propias dimensiones de la obra. Conforme las peregrinaciones se hacían cada vez más seguras y populares, se iba desvaneciendo el énfasis sobre la penitencia, y las imágenes sobre la condenación se usaron para recordar a los peregrinos el propósito de su peregrinación, de ahí que lo representado sea el Juicio Final, según el Evangelio de Mateo. El tímpano parece ser obra posterior al trabajo artístico de la nave. Esto es algo que podía esperarse puesto que la construcción de las iglesias empezaba normalmente por el este y se terminaba en el oeste.
Aparecen en el conjunto un total de 124 personajes, estando dividido el mismo en tres niveles distintos. En la parte superior, en los ángulos, podemos apreciar la presencia de dos ángeles tocando una trompa, a la vez que en el centro de la composición destaca un Cristo en majestad (Maiestas Domini), que preside el juicio de las almas de los muertos.
Tras de él, los ángeles llevan la Cruz y el hierro de la lanza evocadores de la Pasión. La cruz indica que Jesucristo es tanto Juez como Salvador. El arcángel Miguel y un demonio pesan las almas de los muertos en una balanza. Los justos van a la derecha de Cristo, en el Paraíso mientras que los condenados van a la izquierda, donde los come un Leviatán y son excretados al Infierno. Las torturas del Infierno son representadas vívidamente incluyendo cazadores furtivos que son asados por el mismo conejo que ellos habían cogido al monasterio. El tímpano también proporciona un ejemplo del ingenio del claustro. Un obispo que gobernaba la región de Conques pero que no gustaba mucho a los monjes de Conques es representado atrapado en una de las redes del Infierno. Los virtuosos son representados de manera menos colorida. La Virgen María y San Pedro aparecen con una aureola. Sobre sus cabezas hay rollos representando los nombres de las Virtudes. Le siguen algunos personajes de importancia en los primeros tiempos de la historia de la abadía de Santa Fe de Conques: un abad regordete (Dadon, su fundador) lleva a un rey, posiblemente Carlomagno (su benefactor), al cielo.
Dos linteles en forma de gablete actúan como la entrada al Cielo. En el Cielo, se ve a Abraham mostrando cerca las almas de los justos, en el centro, teniendo a su derecha un ángel que permite la entrada a los elegidos y, a su izquierda, un demonio que arroja a los condenados a las fauces del infierno. Se muestra a Santa Fe en la parte inferior izquierda arrodillándose en oración y siendo tocado por la mano extendida de Dios, junto a unas cadenas de prisioneros a los que la santa ha liberado. Al otro lado, unos ángeles-caballeros rechazan a los condenados que intentan escapar del Infierno. Puede verse entre ellos a monjes indignos o a un borracho colgado por los pies. Particularmente interesantes son las tallas de los «curieux» (los curiosos), precursores de las tiras cómicas de la época de la Segunda Guerra Mundial conocida como Kilroy, que se asoman por los bordes del tímpano. El tímpano, que se inspiró en manuscritos iluminados, habría estado coloreado por completo, así aún hoy sobreviven pequeñas huellas del color.
El infierno, presidido por Satanás, donde se castiga a los pecados capitales: la Soberbia, desarzonada de un caballo, la Avaricia ahorcada con su propia bolsa de dinero, la Envidia, cuya lengua es arrancada por un demonio, la Lujuria, representada por una mujer con sus pechos desnudos, atada por el cuello con su amante. En el dintel puede leerse la siguiente frase: «Pecadores, si no cambiáis vuestras costumbres, sabed que sufriréis un juicio temible».

Detalles del tímpano
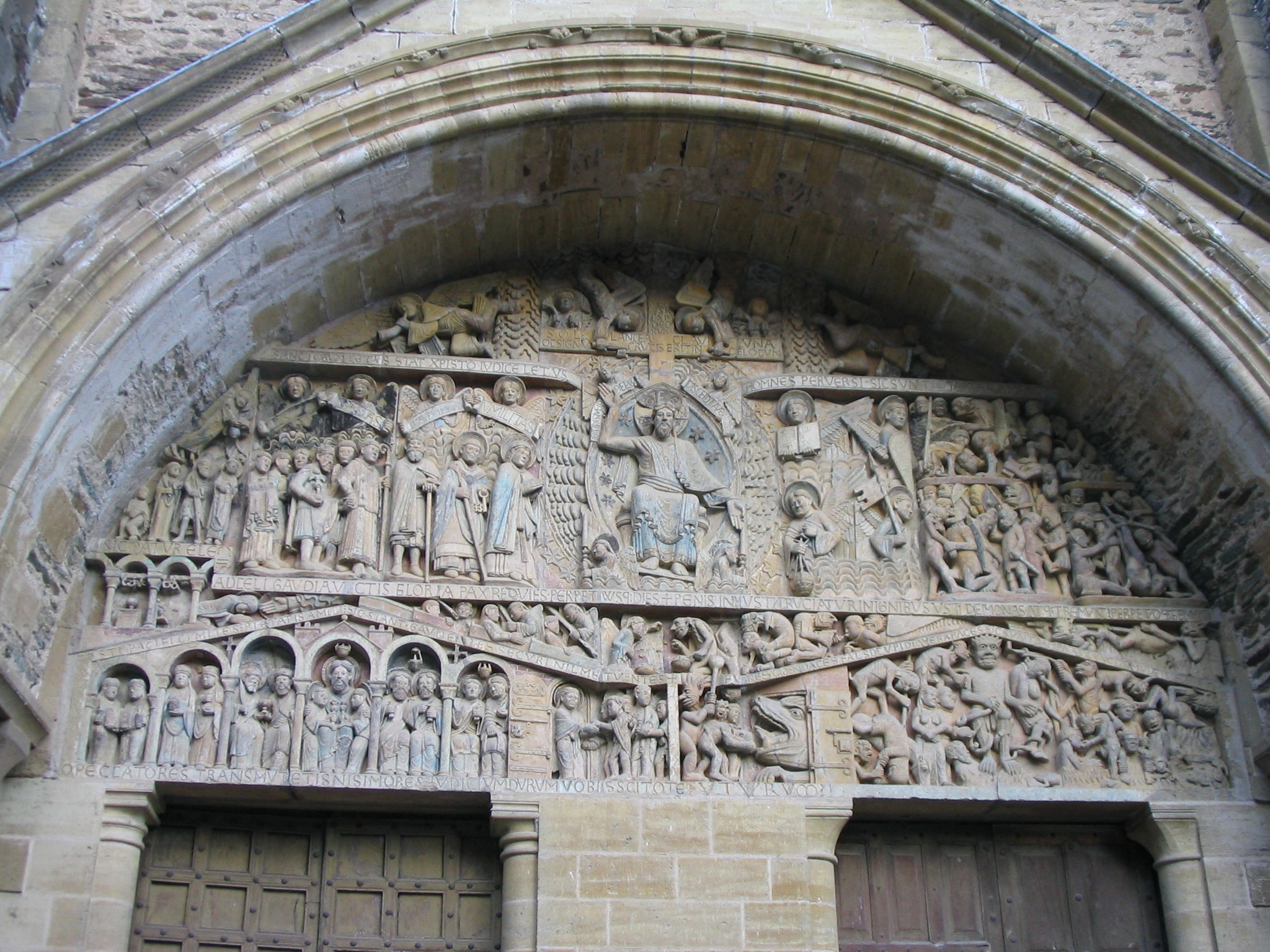
Vista general del tímpano
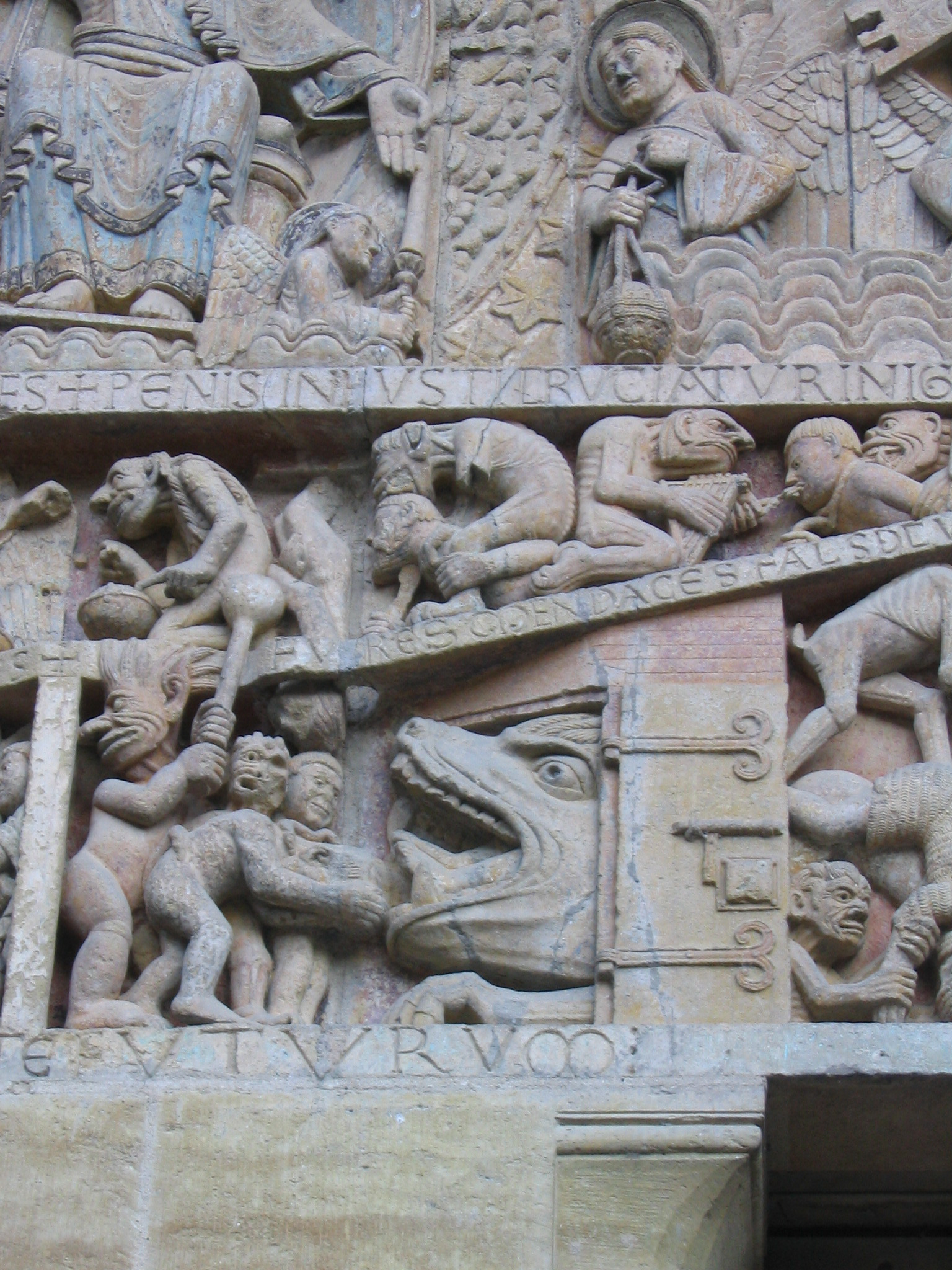
Los condenados tragados por el Leviatán
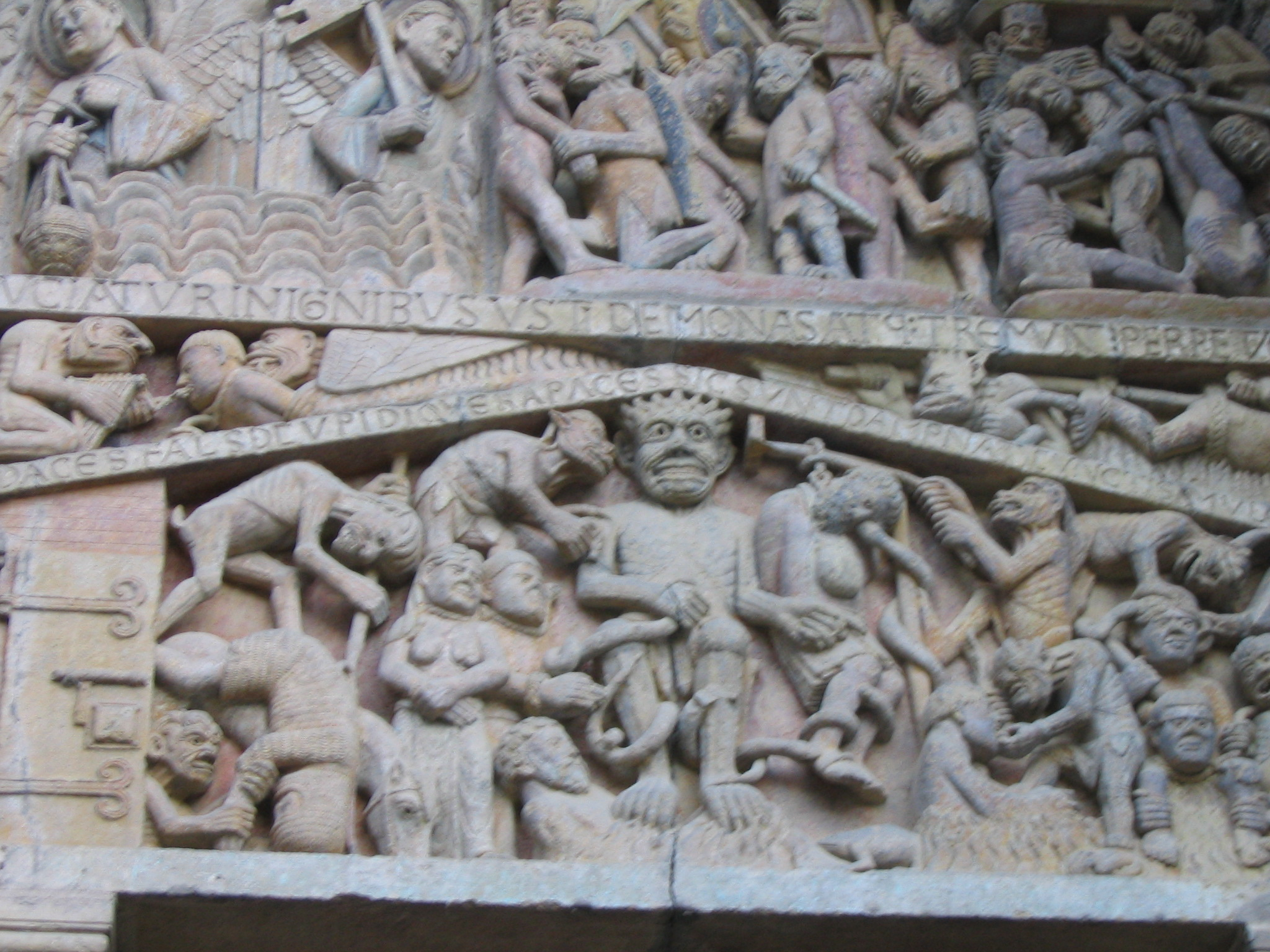
Satanás reina en el infierno, con los condenados
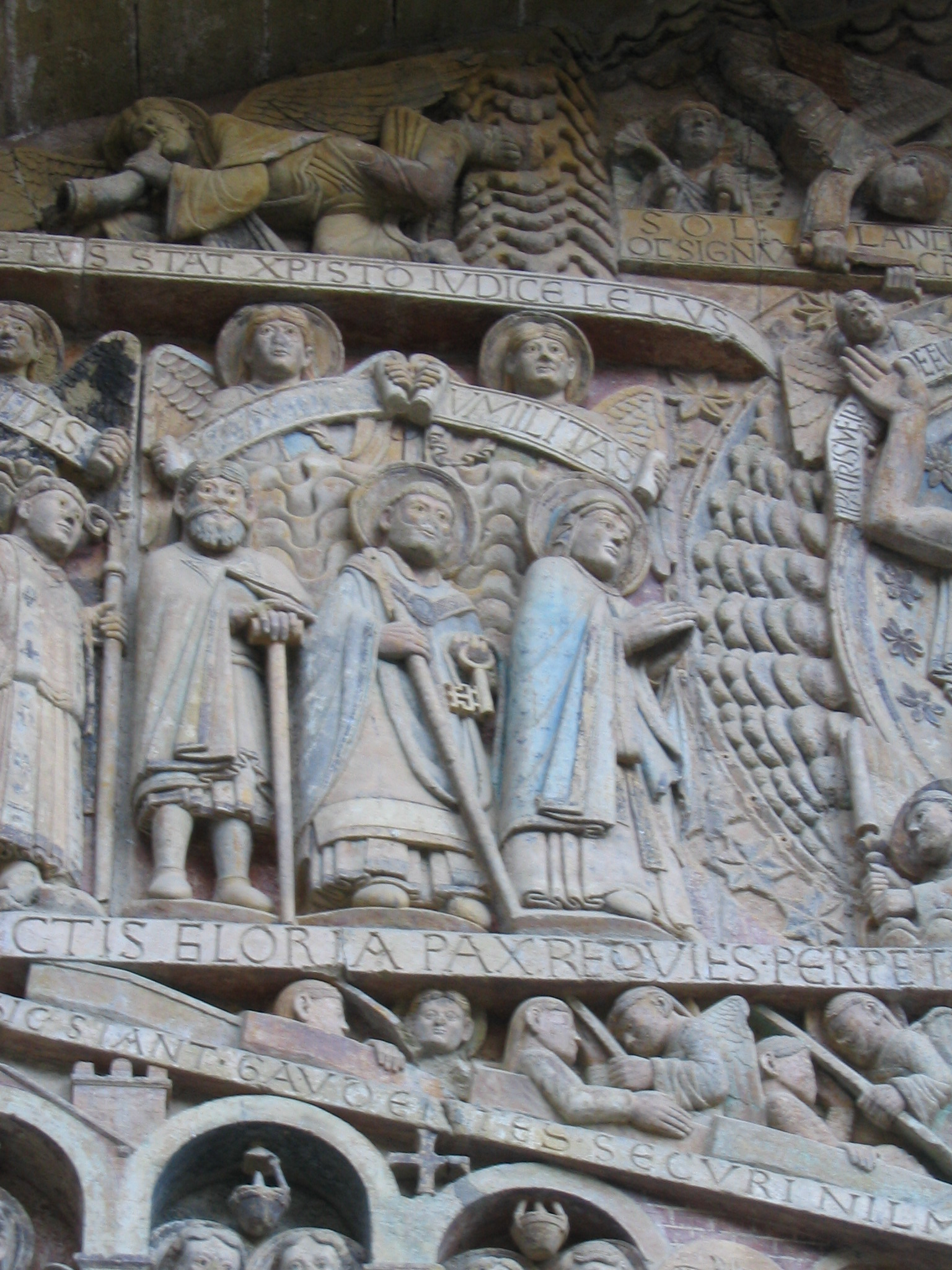
La Virgen María, san Pedro y un peregrino
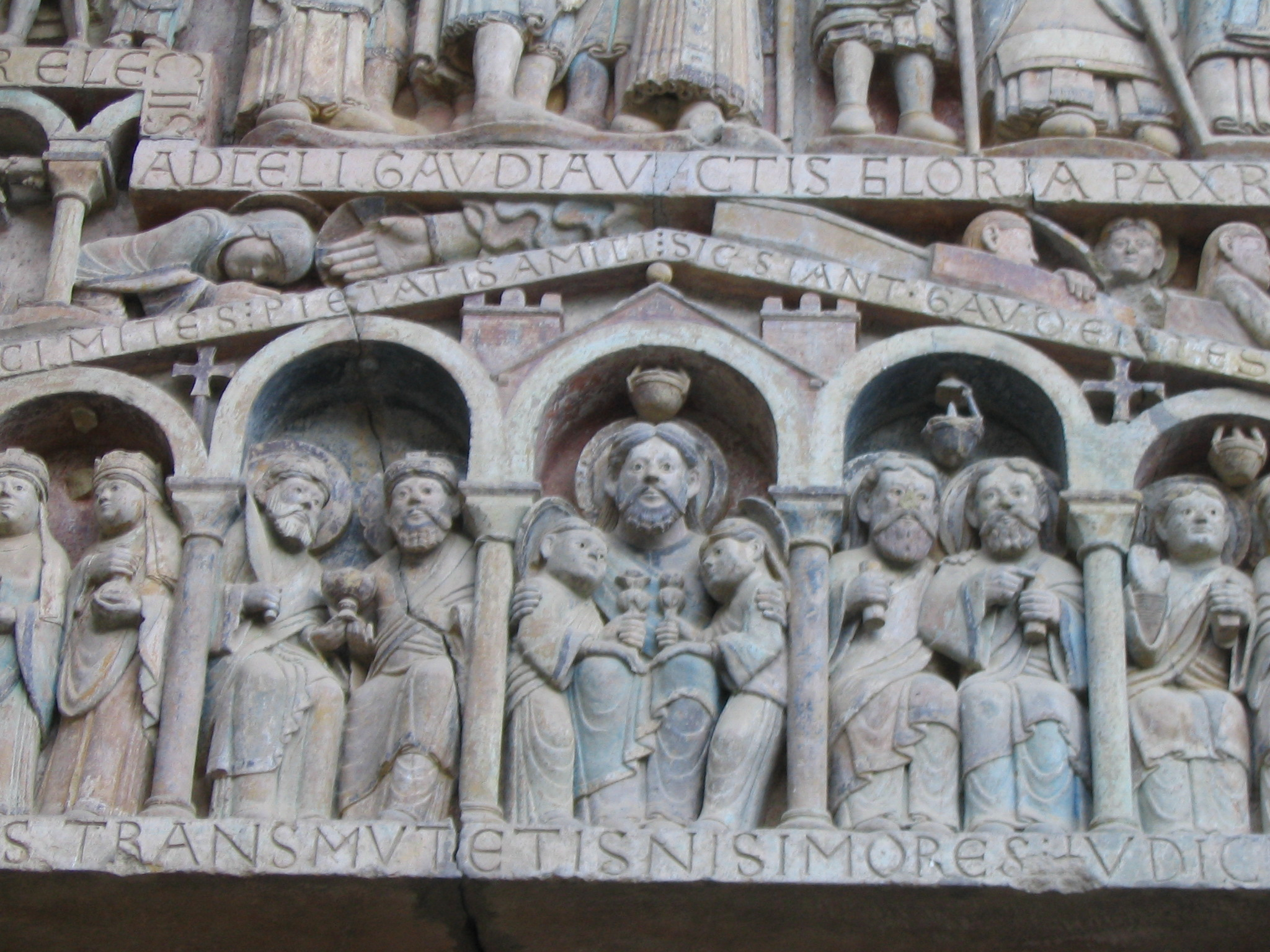
Otro detalle, con Jesucristo y santos
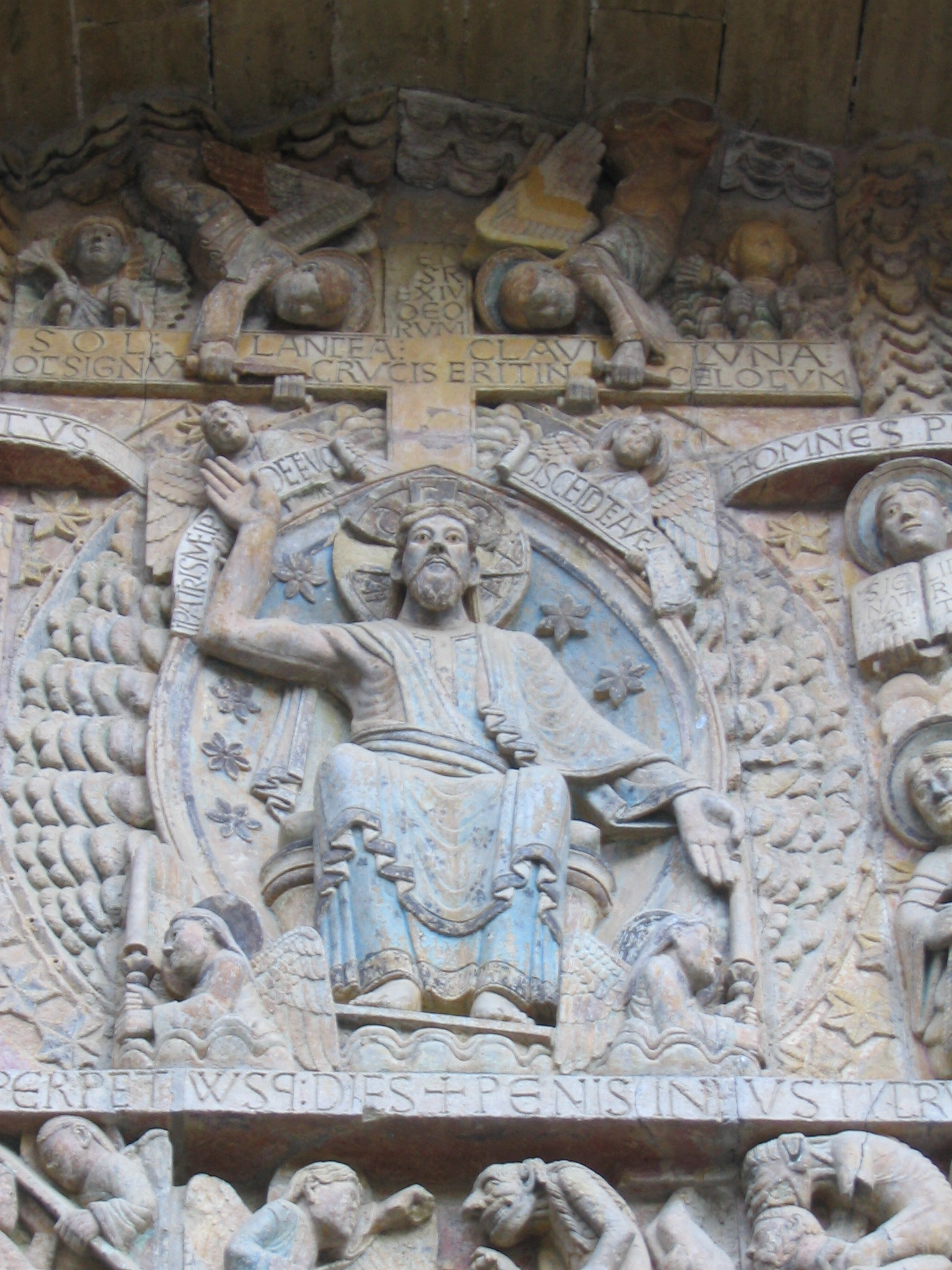
Cristo en majestad
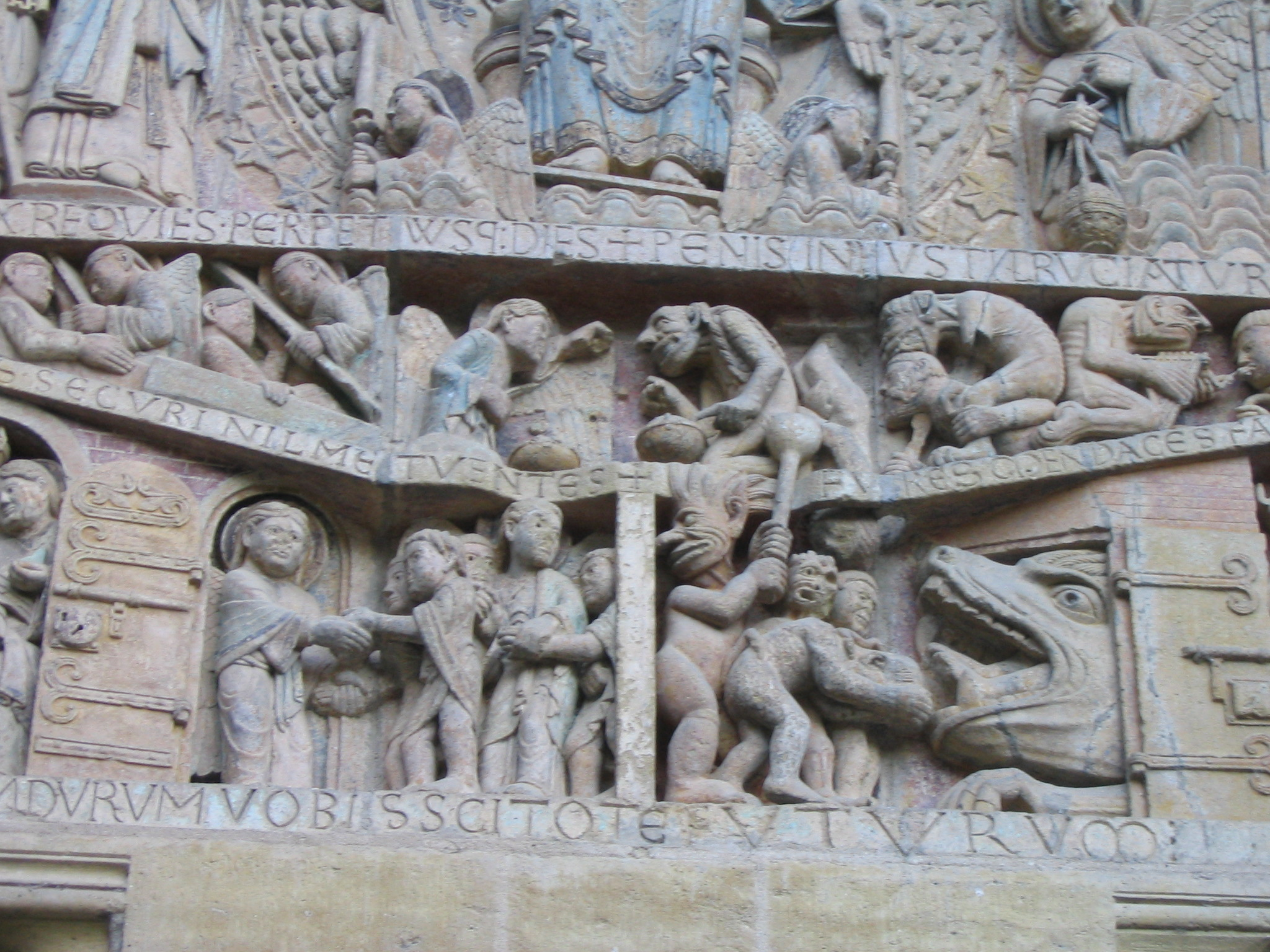
A un lado, los justos que se salvan, al otro los pecadores que se condenan

### El claustro

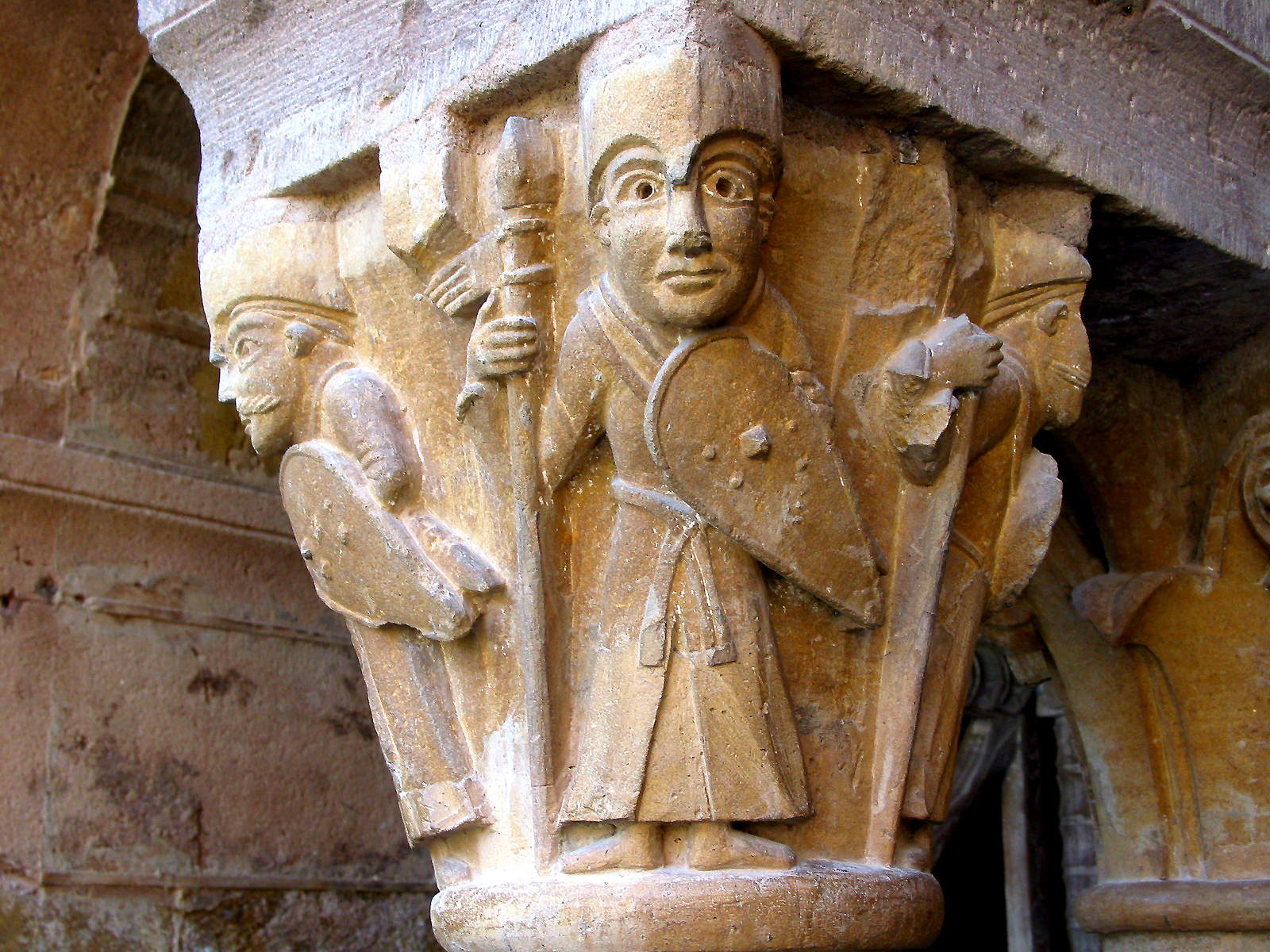
Capitel del claustro.

Al sur de la iglesia abacial, subsisten algunos vestigios del claustro, que fuera arrasado el siglo XIX, entre ellos seis vanos geminados de la galería occidental. El lugar fue utilizado durante mucho tiempo como fuente de suministro de piedras para la construcción de las casas del pueblo de Conques. En el centro, el estanque del claustro, de serpentina verde. Montada de nuevo y restaurada, esta gran fuente, de 2 m 72 cm de diámetro, está desprovista de su pilón central. Bajo el brocal del pozo, entre las columnas decoradas de motivos vegetales, animales o fantásticos, que enmarcan el estanque, han sido esculpidos unos atlantes.
La construcción del claustro por el abad Bégon III, a caballo entre los siglos XI y XII, comportó por su parte una auténtica floración de capiteles. Diecinueve de entre ellos siguen actualmente en la galería occidental, junto al antiguo refectorio. Otros se encuentran exhibidos en el museo de lápidas. Algunos de ellos desaparecieron a raíz de la ruina y destrucción del claustro, hacia el año 1830. Desde 1975, el área del claustro ha quedado restablecida con un camino empedrado por Bernard Fonquernie, inspector general de los Monumentos históricos franceses.

### El Tesoro

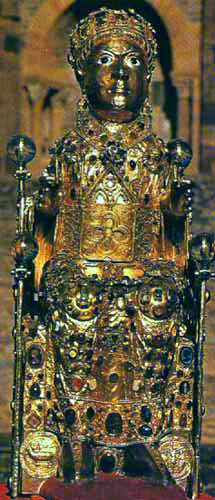
Relicario de Santa Fe.

Conques alberga uno de los tesoros más espectaculares. Expuesto en el antiguo refectorio de los monjes, la sección de orfebrería religiosa es la más completa de las colecciones de orfebrería religiosa francesas, abarcando desde el siglo IX hasta el siglo XVI, incluyendo especialmente relicarios manufacturados por artistas locales fechados en el siglo XI.
La pieza estrella del Tesoro es la estatua relicario de Santa Fe, la que está en el origen de la prosperidad de la abadía, y cuya reliquia fue robada en su día en la ciudad de Agen. Fechada en el siglo X, está compuesta por placas de oro y plata sobre un bastimento de madera. Con el discurrir de los años se la han ido añadiendo numerosas joyas. La cabeza del relicario contiene un fragmento de cráneo que ha sido autenticado. El relicario es una cabeza romana del siglo V, posiblemente la cabeza de un emperador, montada sobre un núcleo de madera cubierta de placas de oro. Realizada en la segunda mitad del siglo IX, el relicario medía 84 cm. Conforme se fue diciendo que ocurrían milagros, se añadieron la corona de oro, los pendientes, el trono de oro, la obra de filigrana y camafeos y joyas, la mayor parte donaciones de peregrinos. En el siglo XIV se añadieron al trono un par de bolas de cristal y sus monturas. En el siglo XVI se le sumaron brazos y manos de plata, y en el XVIII zapatos de bronce, y de bronce también placas sobre las rodillas.
Puede admirarse también la A de Carlomagno en plata dorada recubriendo la madera: según cuenta la tradición legendaria, el emperador tenía veinticuatro letras de oro creadas para ser entregadas a los monasterios de su reino. Atribuyó a la de Conques la letra A, como símbolo de la excelencia de la misma, indicando que esta era su favorita. Esto es solo leyenda; aunque la «A» existe data de alrededor de 110 y no se han encontrado jamás otras letras de esos supuesto alfabeto de Carlomagno.
Otras curiosidades: el relicario de Pipino, de oro, decorado con esmaltes y con plata dorada, la Linterna de Begon o el brazo relicario de San Jorge, el matador de dragones. se pretende que el brazo en Conques es aquel con el que realmente este santo mató al dragón.[cita requerida] Todos estos tesoros de la arquitectura y la orfebrería no hubiesen sobrevivido hasta nuestros días de no ser por la protección dispensada por Prosper Mérimée, autor y anticuario que fue nombrado primer inspector de Monumentos Históricos.

## Galería

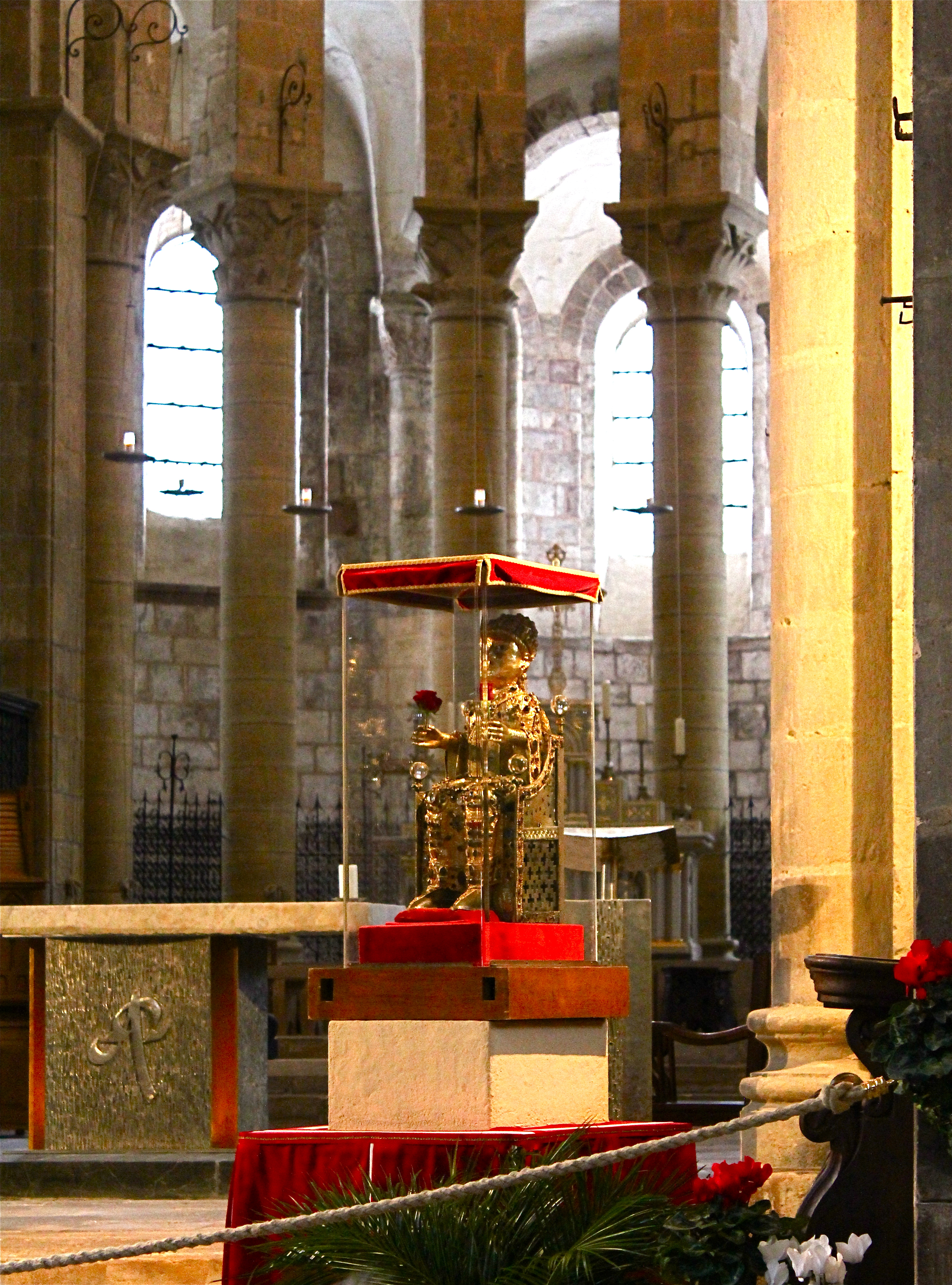
La majestad de Santa Fe con rosas, en el día de Santa Fe (octubre de 2010).
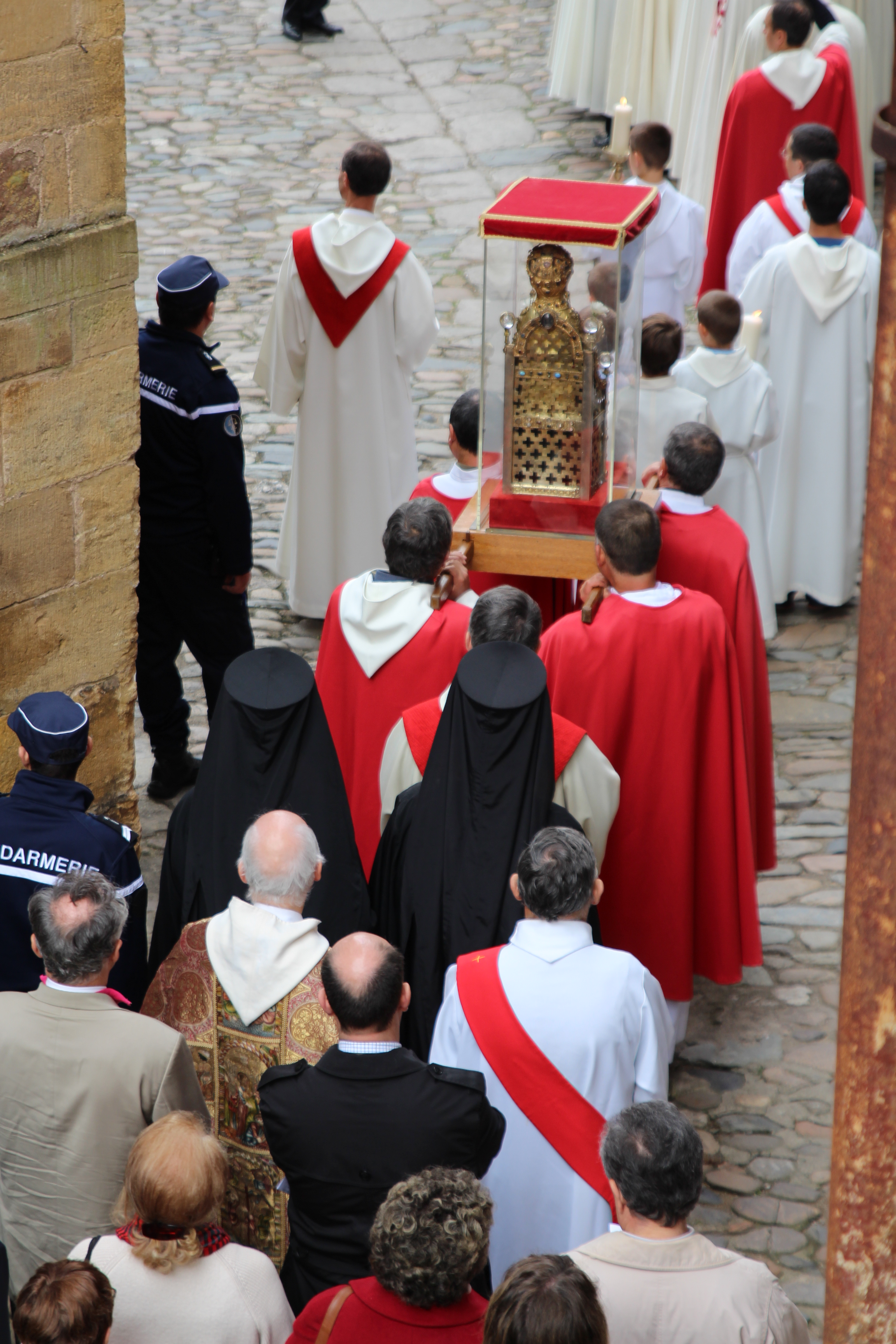
Procesión del día de Santa Fe en Conques el 6 de octubre de 2013
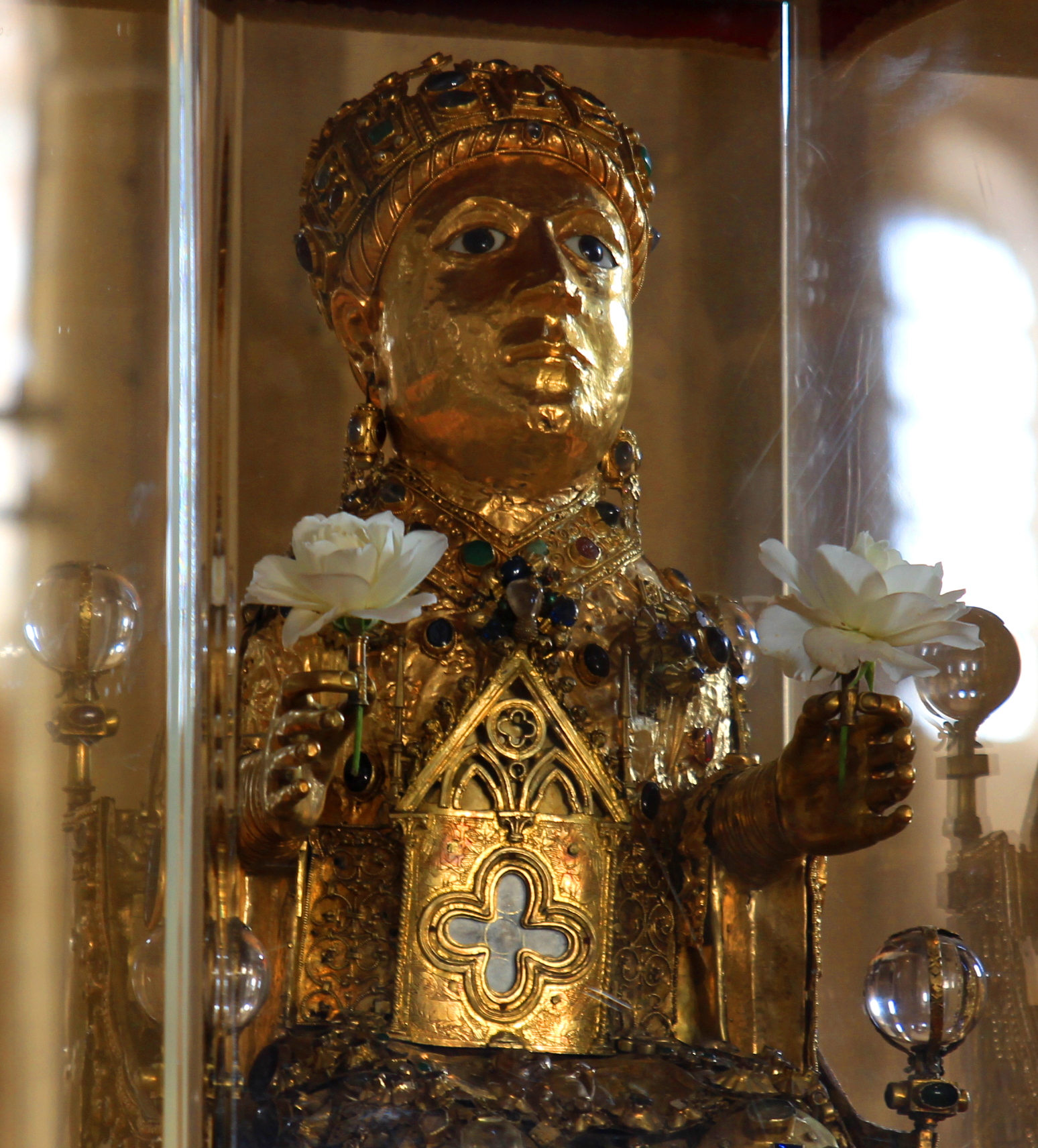
Relicario dorado de Santa Fe (6 de octubre de 2013)
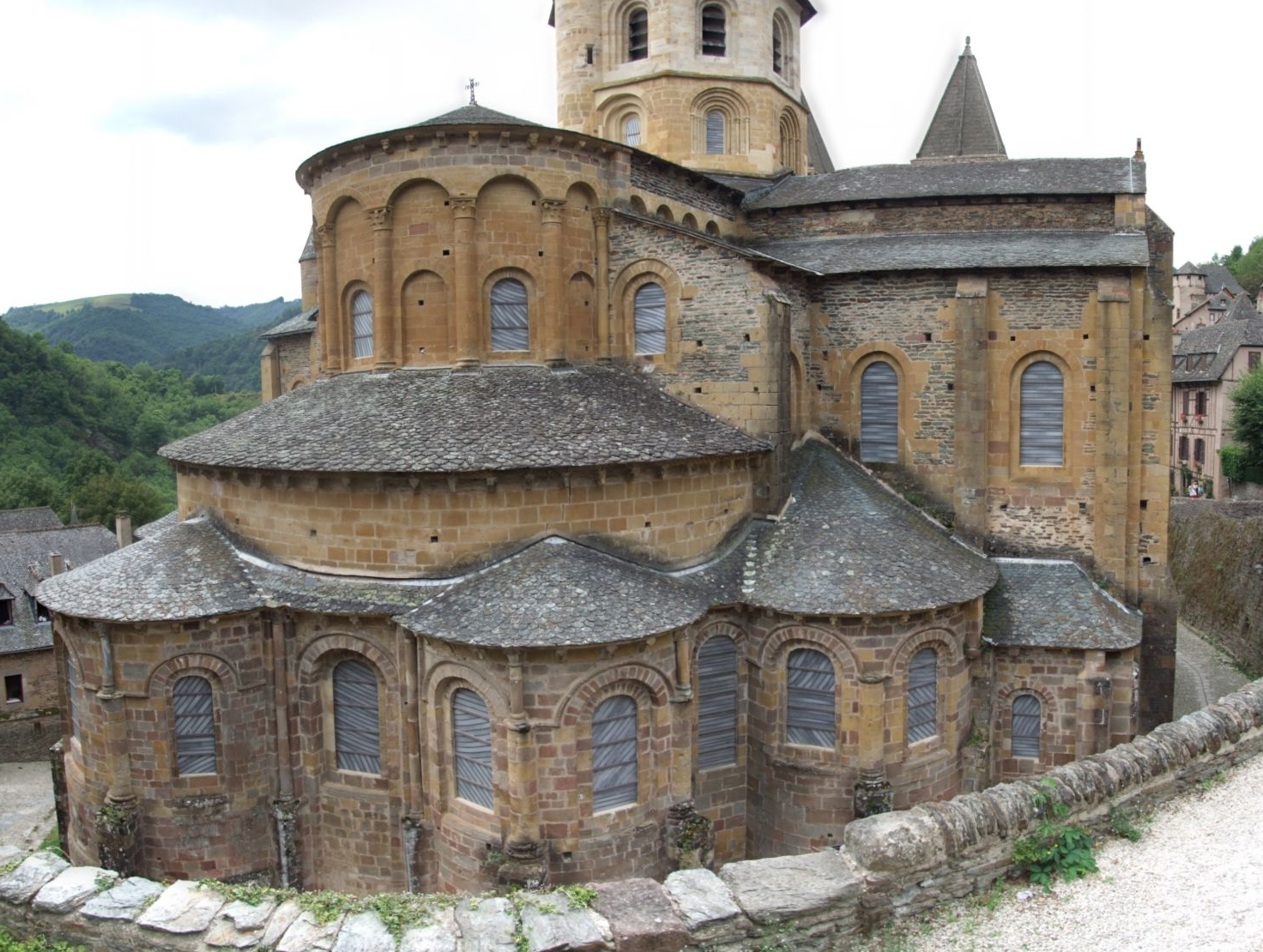
Ábsides de la iglesia abacial.